# Santiago Ramón y Cajal
Santiago Ramón y Cajal (Petilla de Aragón, 1 de mayo de 1852-Madrid, 17 de octubre de 1934) fue un médico y científico español, especializado en histología y anatomía patológica. Compartió el Premio Nobel de Medicina en 1906 con Camillo Golgi «en reconocimiento de su trabajo sobre la estructura del sistema nervioso».
Fue pionero en la descripción de las diez sinapsis que componen a la retina. Mediante sus investigaciones sobre los mecanismos que gobiernan la morfología y los procesos conectivos de las células nerviosas, desarrolló una teoría nueva y revolucionaria que empezó a ser llamada la «doctrina de la neurona», basada en que el tejido cerebral está compuesto por células individuales.
Humanista, además de científico, está considerado como cabeza de la llamada Generación de Sabios. Es frecuentemente citado como padre de la neurociencia.

## Nombre
El nombre que él mismo empleó era en ocasiones «Santiago Ramón Cajal» pero otras veces, por ejemplo en su libro Recuerdos de mi vida, usaba «Santiago Ramón y Cajal», añadiendo «y» entre los dos apellidos. Este modo de nombrar tiene  tradición en Aragón y evita malentendidos, ya que su primer apellido también es un nombre de pila. En muchos círculos extranjeros se le nombra solo por su segundo apellido, «Cajal». Su segundo nombre de pila era Felipe, y su nombre completo era por tanto Santiago Felipe Ramón Cajal. 

## Infancia y juventud

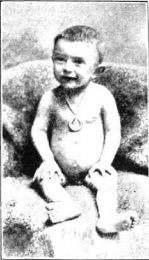
Ramón y Cajal con alrededor de un año de edad. Colgado al cuello lleva un "mordedor", precedente del chupete.

Nació el 1 de mayo de 1852 en Petilla de Aragón, —un enclave navarro rodeado por la provincia de Zaragoza—, hijo de Antonia Cajal y Justo Ramón Casasús (médico rural), ambos procedentes de la localidad aragonesa de  Larrés. Vivió su infancia entre continuos cambios de residencia por distintas poblaciones aragonesas, acompañando a su padre, que era médico cirujano; así, con apenas dos años la familia dejó Petilla de Aragón, donde está ubicada su Casa Museo, para mudarse a Larrés, el pueblo del padre, y de allí a Luna (1855), a Valpalmas (1856) y a Ayerbe (1860).
Su educación e instrucción comenzó en Valpalmas, cuando tenía cuatro años. Realizó los estudios primarios con los escolapios de Jaca y los de bachillerato en el Instituto de Segunda Enseñanza de Huesca (actual Museo Arqueológico y origen del IES Ramón y Cajal)en una época marcada por la agitación social y el destierro de Isabel II. Según sus propios relatos biográficos, Ramón y Cajal mostró, desde pequeño, vocación por las artes plásticas, en especial por el dibujo; también comenta en ellos de su vida como estudiante, su naturaleza traviesa y su negativa a memorizar de carrerilla, dos circunstancias que le granjearon la enemistad de los frailes que le impartían clase, en una tradición de métodos violentos y autoritarios (la letra con sangre entra). En ese periodo inició su afición a la montaña, y su proverbial defensa de la vida sana en contacto con la naturaleza.

## Vida adulta y carrera profesional
Cursó la carrera de Medicina en Zaragoza, a donde toda su familia se trasladó en 1870. Ramón y Cajal se centró en sus estudios universitarios con éxito y, tras licenciarse en Medicina en junio de 1873, a los veintiún años, fue llamado a filas en la llamada Quinta de Castelar, el servicio militar ordenado por el célebre político, presidente en aquel momento de la efímera Primera República.

### Médico en la guerra de Cuba (1874-1875)
Los primeros meses en la milicia transcurrieron en Zaragoza, y al poco se convocaron oposiciones para el Cuerpo de Sanidad Militar, en las que, entre cien candidatos para treinta y dos plazas, obtiene el n.º 6. Es destinado como 'médico segundo' (teniente) al regimiento de Burgos, acuartelado en Lérida, con la misión de defender los Llanos de Urgel de los ataques de los carlistas.
Durante esa época, Cuba, aún provincia española, libraba una guerra por su independencia, conocida como guerra de los Diez Años. En 1874 Ramón y Cajal marcha destinado a Cuba con el grado de capitán, ya que el paso a Ultramar conllevaba el ascenso al empleo militar inmediato.
Ramón y Cajal se sintió atraído por los maravillosos parques y jardines de La Habana, así como por la flora tropical en general, pues se había fascinado por ella en sus lecturas. Tarda poco tiempo en comprobar, sin embargo, que la admirada y soñada manigua resultaba insoportable para los europeos. La ausencia de la exuberante fauna y flora que se había imaginado, más los omnipresentes mosquitos, propagadores del temido paludismo, consiguieron deshacer por completo el ideal romántico y aventurero de la isla que Ramón y Cajal se había formado.
Su padre le había conseguido, para que tuviera un destino más favorable, algunas cartas de recomendación, que él rehusó utilizar; quizá ello influyera en que fuese enviado al peor destino médico posible: la enfermería de Vistahermosa, en la provincia de Camagüey, en medio de la manigua pantanosa. Una instalación insuficiente para acoger el gran número de soldados enfermos de paludismo y disentería. Muy pronto el joven médico cayó enfermo y, tras una primera convalecencia en Puerto Príncipe, fue trasladado a la enfermería de San Isidro, aún más insalubre que la de Vistahermosa.
Las experiencias con el sistema administrativo y militar vividas por Ramón y Cajal en esta estancia ultramarina fueron para él tan amargas como las enfermedades allí contraídas. Tuvo que enfrentarse al caos administrativo, a la incapacidad e inmoralidad de ciertos gobernantes y algunos mandos del ejército, desde el comandante del puesto hasta los cocineros y parte de la oficialidad del destacamento, que tenían la costumbre de sustraer para sí la comida y los recursos que faltaban a los enfermos y heridos. Experiencias amargas que lo llevaron a solicitar la licencia para abandonar Cuba, atendida el 30 de mayo de 1875 tras ser diagnosticado de «caquexia palúdica grave» y declarado «inutilizado en campaña». Llegó a España en junio de 1875 por el puerto de Santander, Cantabria, convertido en una ruina humana, que en nada recordaba al vigoroso y atlético joven que arribara un año antes a Cuba».
Para conseguir recuperar la mitad de sus pagas atrasadas tuvo que sobornar al funcionario de turno pues, de lo contrario, amenazaban con dilatarse indefinidamente. Sin embargo, «vale aquí señalar que parte de los ahorros de su estancia en Cuba fueron las bases financieras que le permitieron a Ramón y Cajal adquirir el microscopio, un microtomo, reactivos químicos y colorantes con que a su regreso habilitó un modesto laboratorio en el que iniciaría las investigaciones histológicas». El regreso a España y los cuidados que le prodigaron su madre y sus hermanas devolvieron progresivamente a Santiago Ramón y Cajal la salud y le permitieron retomar su carrera académica, camino ya de la docencia (1876) y el doctorado (1876-1877).

### Inicios de su vocación investigadora
El año 1875 marcó también el inicio de su doctorado y de su vocación científica. Santiago se compró su primer microscopio antes de ganar, en 1876, una plaza de ayudante de guardias, llevaba también los enfermos privados de cirugía de su padre, en el Hospital Nuestra Señora de Gracia de Zaragoza. En 1876 también aprobó una oposición como practicante de 1.ª clase, enfermero, a la que acabó renunciando.
Se doctoró el 26 de junio de 1877, a la edad de veinticinco años, con la tesis titulada Patogenia de la inflamación, en la Universidad Central, actual Universidad Complutense de Madrid.
También en 1877 se encuentra documentado su ingreso en la logia masónica Caballeros de la Noche, perteneciente al Gran Oriente Lusitano, con el número de miembro 96 y el nombre simbólico de Averroes, el médico andalusí.
En estos años comenzó para Ramón y Cajal una época de altibajos, con un 1878 terrible, marcado por la enfermedad de la tuberculosis, y un 1879 de logros, con la obtención de la plaza de Director de Museos Anatómicos de Zaragoza y su boda el 19 de julio, por amor y contra la opinión de sus padres y amigos, con Silveria Fañanás García, con la que a lo largo de cincuenta y un años de tranquila y colaboradora convivencia tendría siete hijos: Santiago, Felina (Fe), Pabla Vicenta, Jorge, Enriqueta, María del Pilar y Luis, de los que dos (Santiago y Enriqueta) fallecieron antes que él.
Ganó la cátedra de Anatomía Descriptiva de la Facultad de Medicina de Valencia en 1882, donde pudo estudiar la epidemia de cólera que azotó la ciudad el año 1885.

### Descubrimiento de las neuronas
En 1887, se trasladó a Barcelona para ocupar la cátedra de Histología creada en la Facultad de Medicina de la Universidad de Barcelona. Fue en 1888, definido por él mismo como su «año cumbre», cuando descubrió los mecanismos que gobiernan la morfología y los procesos conectivos de las células nerviosas de la materia gris del sistema nervioso cerebroespinal.
En mayo de 1888 publicó en la Revista Trimestral de Histología Normal y Patológica que los tejidos cerebrales no eran compuestos de conexiones continuas como se creía hasta la fecha dadas las investigaciones de Camillo Golgi, que si bien permitían ver los nervios y los tejidos cerebrales su precisión no permitía evidenciar las neuronas.

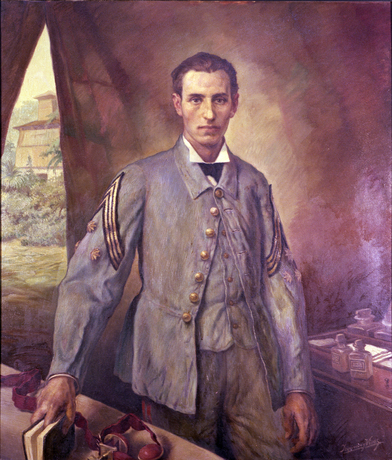
Santiago Ramón Cajal, capitán médico en Cuba, retratado por Izquierdo Vives en 1874. (Museo del Ejército de España).

Su teoría fue aceptada en 1889 en el Congreso de la Sociedad Anatómica Alemana, celebrado en Berlín. 
En 1891, Wilhelm Waldeyer fue el primero en enunciar el principio neuronal, revisó la anatomía de la célula nerviosa y acuñó la palabra neurona.  El primer artículo en el que aparece un principio que luego fue elevado al nivel de doctrina y que coloca a las neuronas como la unidad elemental del sistema nervioso fue  publicado por Waldeyer el 10 de diciembre de 1891.
El esquema  estructural del sistema nervioso como un aglomerado de unidades independientes y definidas de Santiago Ramón y Cajal pasó a conocerse con el nombre de «doctrina de la neurona», y en ella destaca la ley de la polarización dinámica, modelo capaz de explicar la transmisión unidireccional del impulso nervioso.

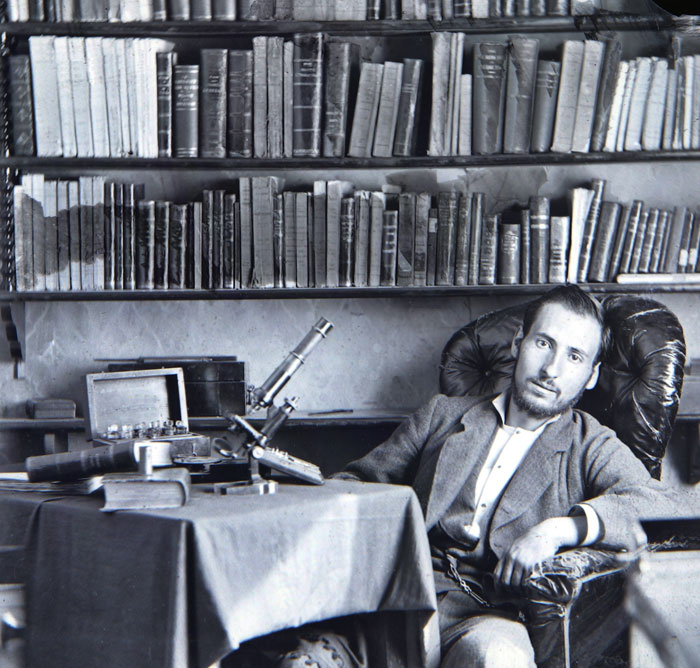
Autorretrato de Santiago Ramón y Cajal, investigador predoctoral en Zaragoza (hacia 1876).

En 1892 ocupó la cátedra de Histología e Histoquímica Normal y Anatomía Patológica de la Universidad Central de Madrid. Logró que el gobierno creara en 1901 un moderno Laboratorio de Investigaciones Biológicas, en el que trabajó hasta 1922, año de su jubilación y momento en el que pasó a prolongar su labor en el Instituto Cajal, llamado ya así en su honor, donde mantendría su labor científica hasta su muerte.

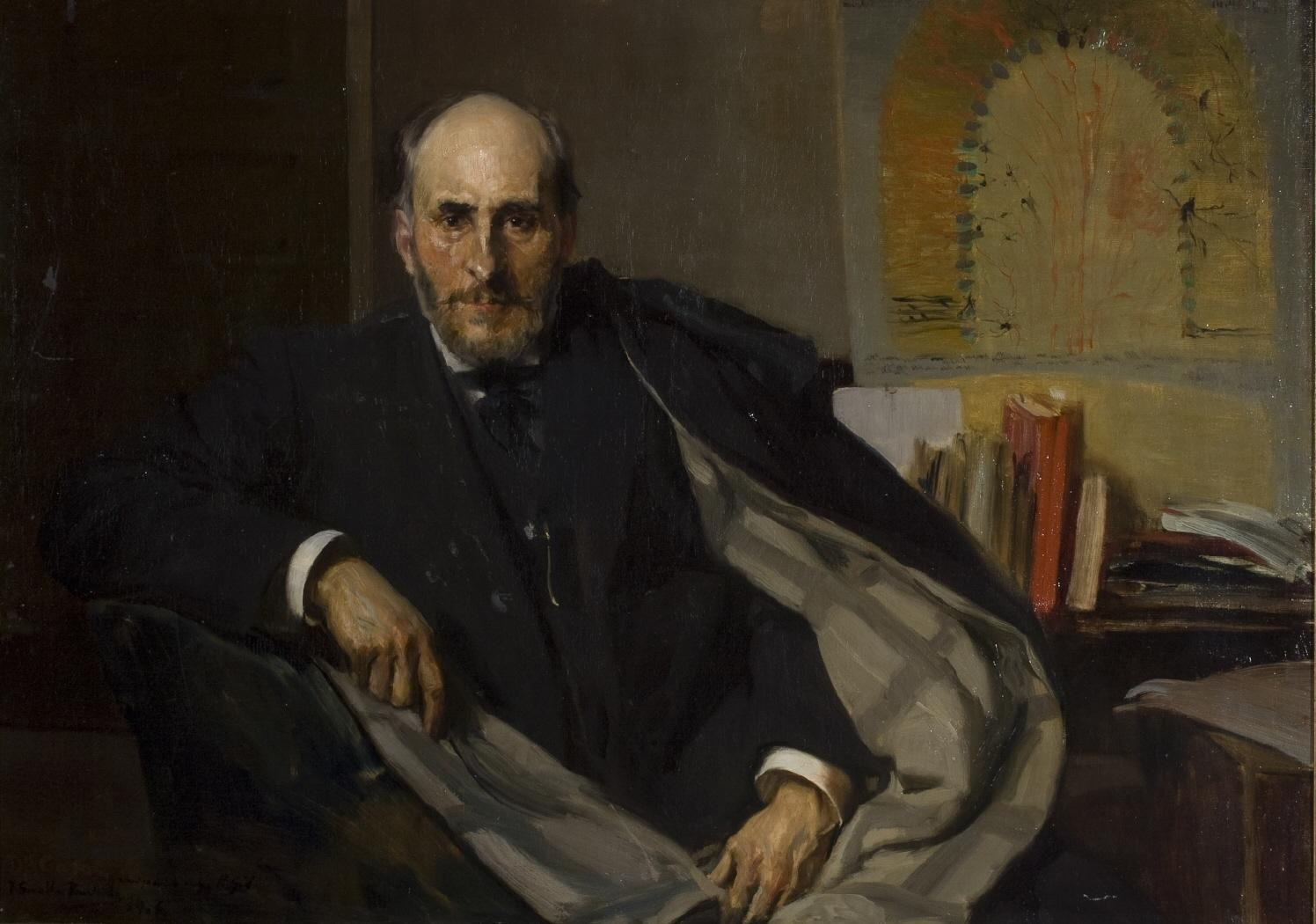
Retrato de Santiago Ramón y Cajal, por Joaquín Sorolla en 1906. 91 x 127.5 cm. Óleo sobre lienzo. Museo Provincial de Zaragoza.

Entre 1899 y 1904 publicó, en forma de fascículos, su obra magna Histología del sistema nervioso del hombre y de los vertebrados.

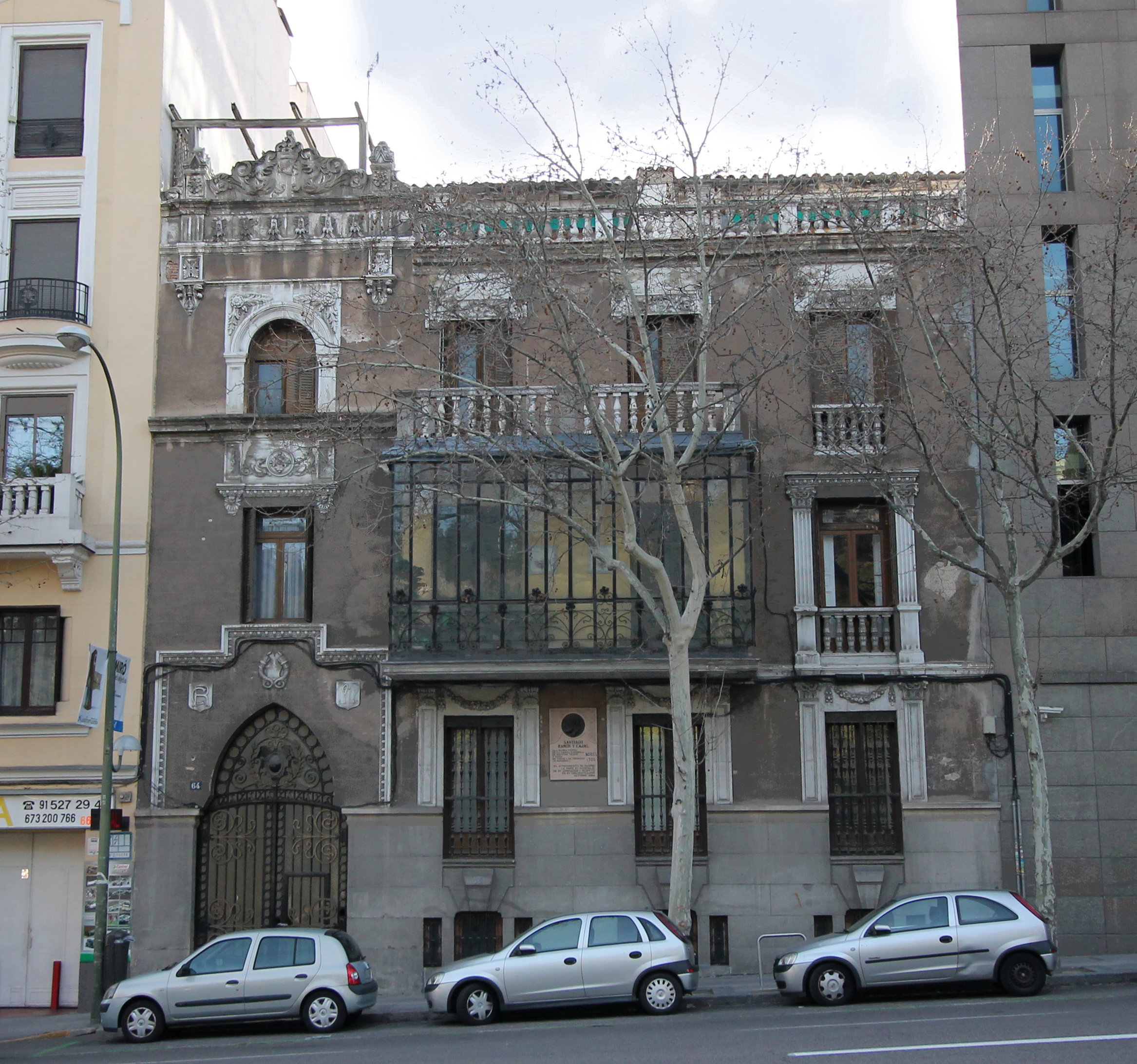
N.º 64 de la calle de Alfonso XII de Madrid, donde vivió Ramón y Cajal desde 1912 hasta su muerte.

Gracias a los detallados exámenes histológicos de Ramón y Cajal se descubrió la hendidura sináptica, un espacio de entre 20 y 40 nanómetros que separa las neuronas; este espacio sugería la comunicación mediante mensajeros químicos que atravesaban la hendidura y permitían la comunicación entre las neuronas, estudios continuados por el fisiólogo inglés Henry Hallett Dale quien descubrió el primer neurotransmisor, la acetilcolina, sentando así las bases de la comprensión del funcionamiento tanto a nivel del sistema nervioso central como del sistema nervioso periférico de la mayoría de drogas existentes y de las que se desarrollarían posteriormente.

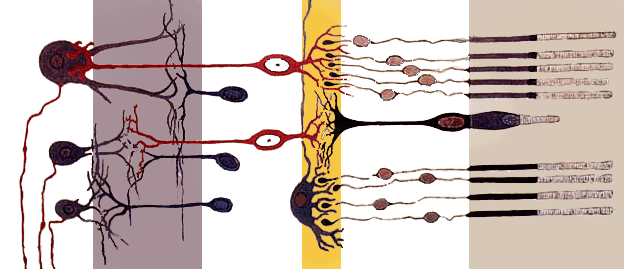
Dibujo del corte axial de la retina, por Ramón y Cajal, publicado en su manual Histologie du Système Nerveux de l'Homme et des Vertébrés, en la edición francesa de 1911.

Propuso la existencia de las espinas dendríticas, una pequeña protuberancia en la membrana del árbol dendrítico de ciertas neuronas donde, típicamente, se produce la sinapsis con un botón axonal de otra neurona, y en ocasiones contactan varios axones. La prueba de esto mismo solo llegó una vez desarrollada la microscopía electrónica durante la segunda década del siglo XX.
Santiago Ramón y Cajal descubrió también el cono de crecimiento neural, una expansión cónica del extremo distal de axones y dendritas en desarrollo, descrita por primera vez por él, que constituye la extensión de un axón en desarrollo para conseguir una conexión sináptica adecuada a lo largo del sistema nervioso.
Después de crear excelentes descripciones de las estructuras neuronales y su conectividad, y proporcionar descripciones detalladas de los tipos de células, descubrió un nuevo tipo de célula, la célula intersticial de Cajal (ICC). Estas células se encuentran intercaladas entre las neuronas incrustadas dentro de los músculos lisos que recubren el intestino, sirviendo como generador y marcapasos de las lentas ondas de contracción que mueven el material a lo largo del tracto gastrointestinal, mediando la neurotransmisión de las neuronas motoras a las células blandas del músculo liso.

## Premios y distinciones en vida

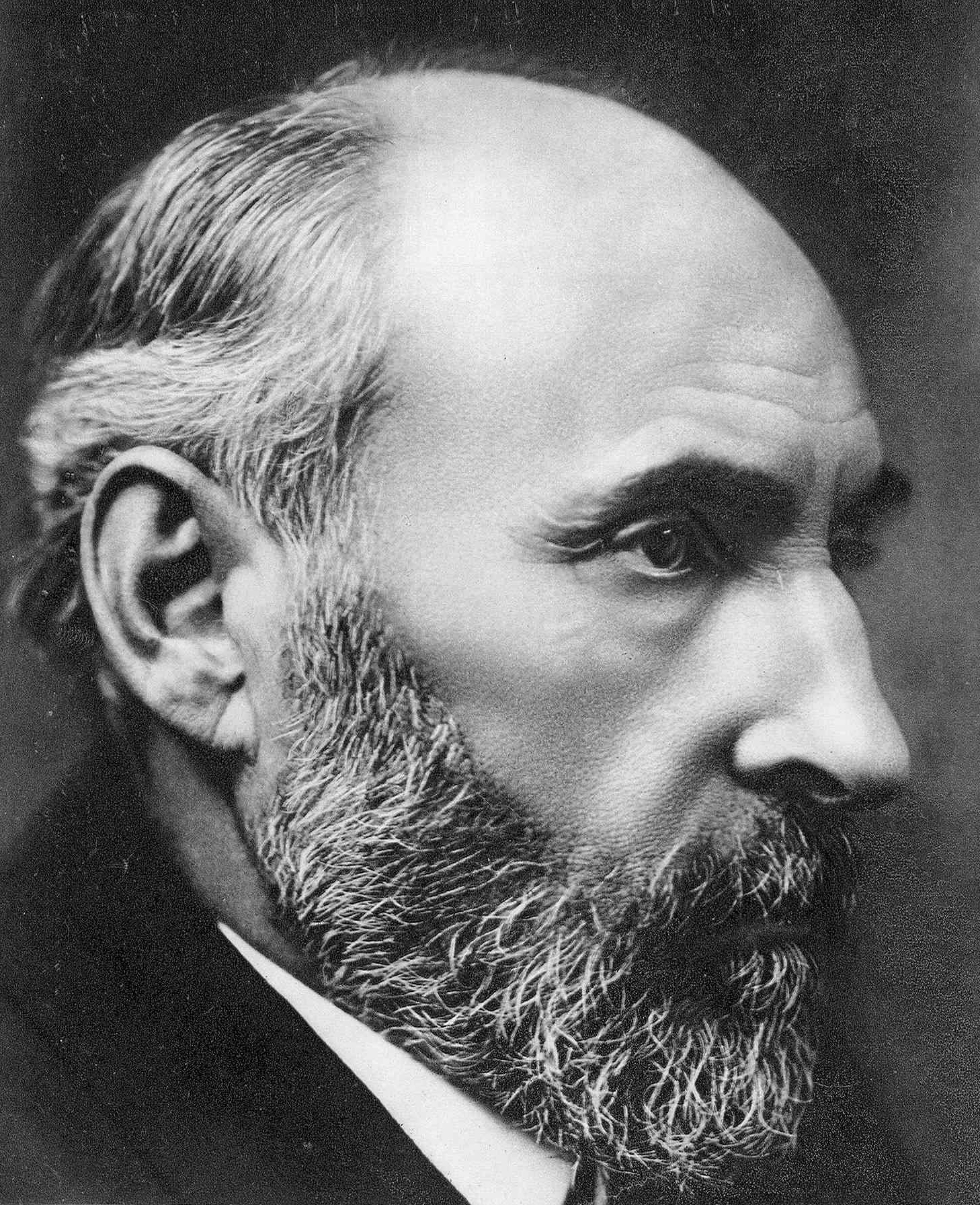
Retrato fotográfico de Ramón y Cajal publicado en 1927

Tras su regreso del congreso de Berlín le fueron llegando otros tantos triunfos e invitaciones, desde el Premio Internacional Moscú (concedido durante el XIII Congreso Internacional de Medicina de París 1900), hasta la Medalla Helmholtz (1905), pasando por los nombramientos de doctor honoris causa de las universidades de Clark, Boston, la Sorbona y Cambridge en 1899, el mismo año en el que publicó el tercer fascículo de su Textura del sistema nervioso del hombre y los vertebrados, que se completaría en 1900 y 1901 y cuya traducción francesa contribuyó mucho a su conocimiento internacional. A partir de la concesión del Premio de Moscú, y respondiendo en parte a un clamor generalizado entre la ciudadanía y la prensa, el gobierno español, como ya se dijo, crearía para él el Laboratorio de Investigaciones Biológicas, que dio origen a la Escuela Española de Neurohistología, uno de los centros científicos más importantes del país.
Entre sus medallas y premios figuran además, cronológicamente, el Premio Fauvelle (18 de abril de 1896), concedido por la Société de Biologie de París; Premio Rubio (1897), concedido por la Real Academia de Madrid por su Manual de Histología, la gran-cruz de la Orden Civil de Alfonso XII (20 de junio de 1900) y la gran-cruz de la Real Orden de Isabel la Católica (28 de febrero de 1901), el Premio Martínez y Molina (25 de enero de 1902, de 4000 ptas., concedido junto a su hermano Pedro por el trabajo Centros sensoriales en el hombre y animales), la Orden Nacional de la Legión de Honor francesa con el grado de Comendador (1914), la Cruz de la orden imperial alemana «Pour le mérite» (1915), la Medalla Echegaray, concedida por la Real Academia de Ciencias Exactas, Físicas y Naturales (7 de mayo de 1922), en 1922 se le otorga el doctor honoris causa por parte de la Universidad Nacional Autónoma de México y la Medalla Plus Ultra (abril de 1926).
Fue nombrado senador vitalicio en 1908.

### El Premio Nobel

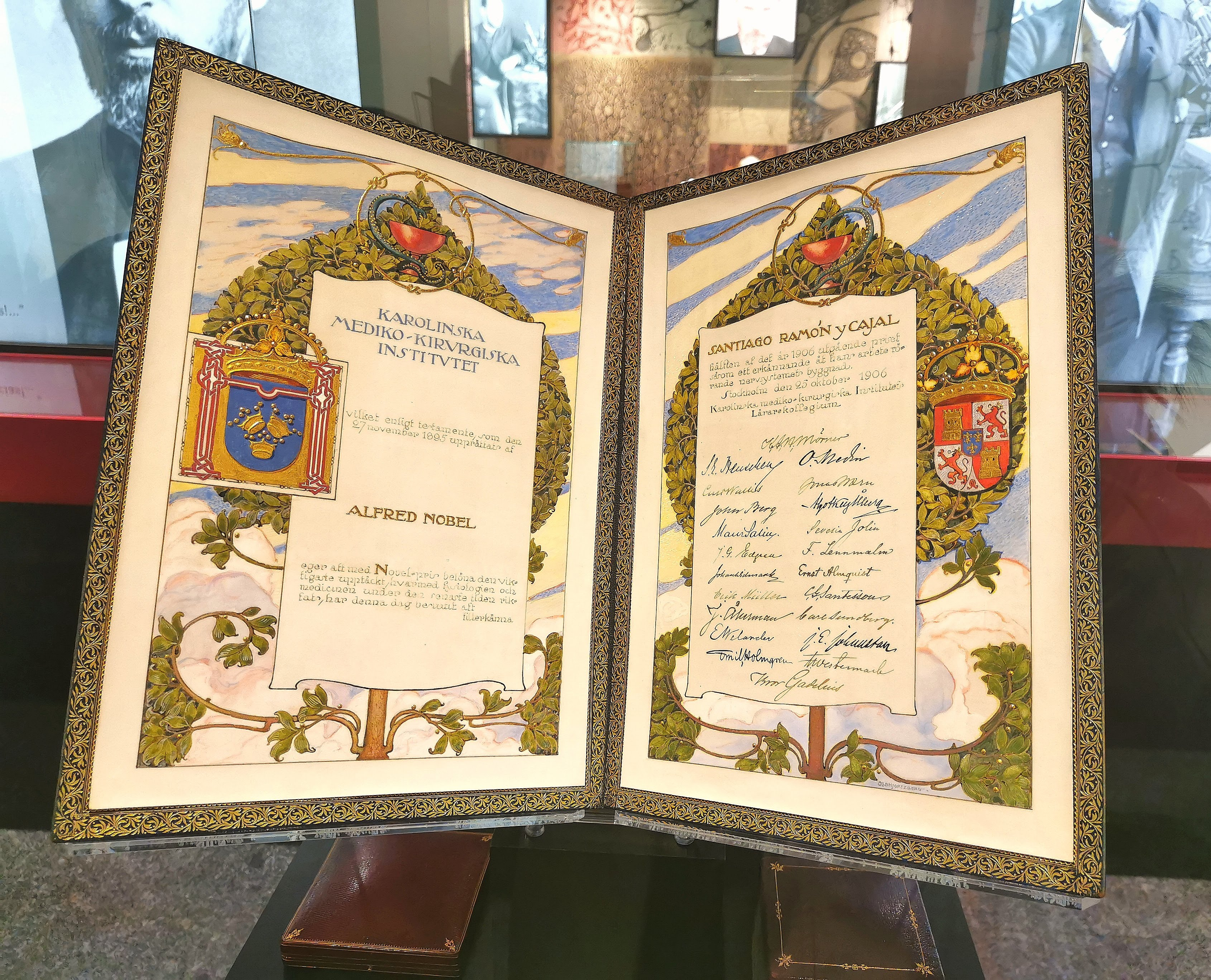
Diploma al Premio Nobel otorgado a Santiago Ramón y Cajal. Expuesto en el Museo Nacional de Ciencias Naturales de Madrid.

Sus trabajos y aportaciones a la neurociencia —difundidos en Europa por su amigo el anatomista suizo Rudolph Albert von Kölliker— fueron reconocidos en 1906 con la concesión del Premio Nobel en Fisiología o Medicina, galardón que compartió con el investigador italiano Camillo Golgi, cuyo método de tinción aplicó Ramón y Cajal durante años, pero con cuyas tesis, curiosamente, no estaba ni estuvo nunca de acuerdo.
Sobre lo que significó aquel primer Premio Nobel español en Ciencias, pueden compararse dos opiniones, la de Ortega y Gasset que opinó que el caso de Ramón y Cajal era una vergüenza para España, en lugar de un orgullo, porque constituía una excepción. Años después, Severo Ochoa, otro galardonado con el Nobel, concluyó que la investigación en biología y medicina en España era pobre, pero sin Ramón y Cajal habría sido nula.
Tras el Nobel, Ramón y Cajal publicó algunas obras biográficas, además de sus Estudios sobre la degeneración y regeneración del sistema nervioso (Madrid, 1913-1914). Su último artículo científico, una suma de sus ideas, fue ¿Neuronismo o reticularismo?: Las pruebas objetivas de la unidad anatómica de las células nerviosas. Había sido encargado por una revista alemana, pero los cuatro años de retraso en recibir las pruebas de Alemania hicieron temer a Ramón y Cajal que moriría antes de corregirlo y verlo impreso, como así fue. Sin esperar la respuesta de los germanos, el científico procedió a aligerar su texto y publicarlo en España. Esta suma científica apareció también en francés y, ya póstumo, en Alemania (1935). Más tarde, en 1954, y con motivo del primer centenario del nacimiento de su fundador, hubo una edición preparada por el Instituto Cajal.

## Últimos años

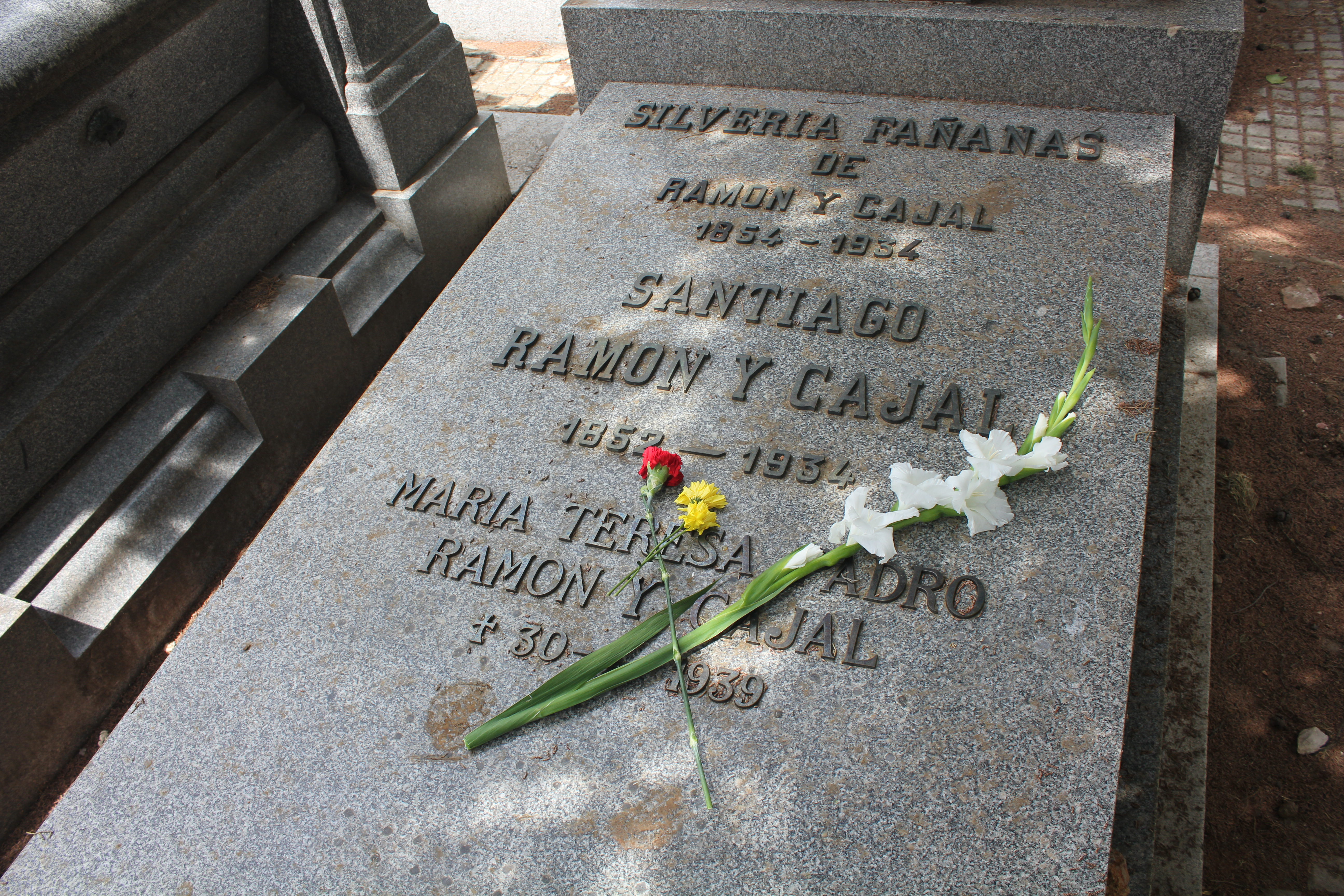
Tumba de Santiago Ramón y Cajal

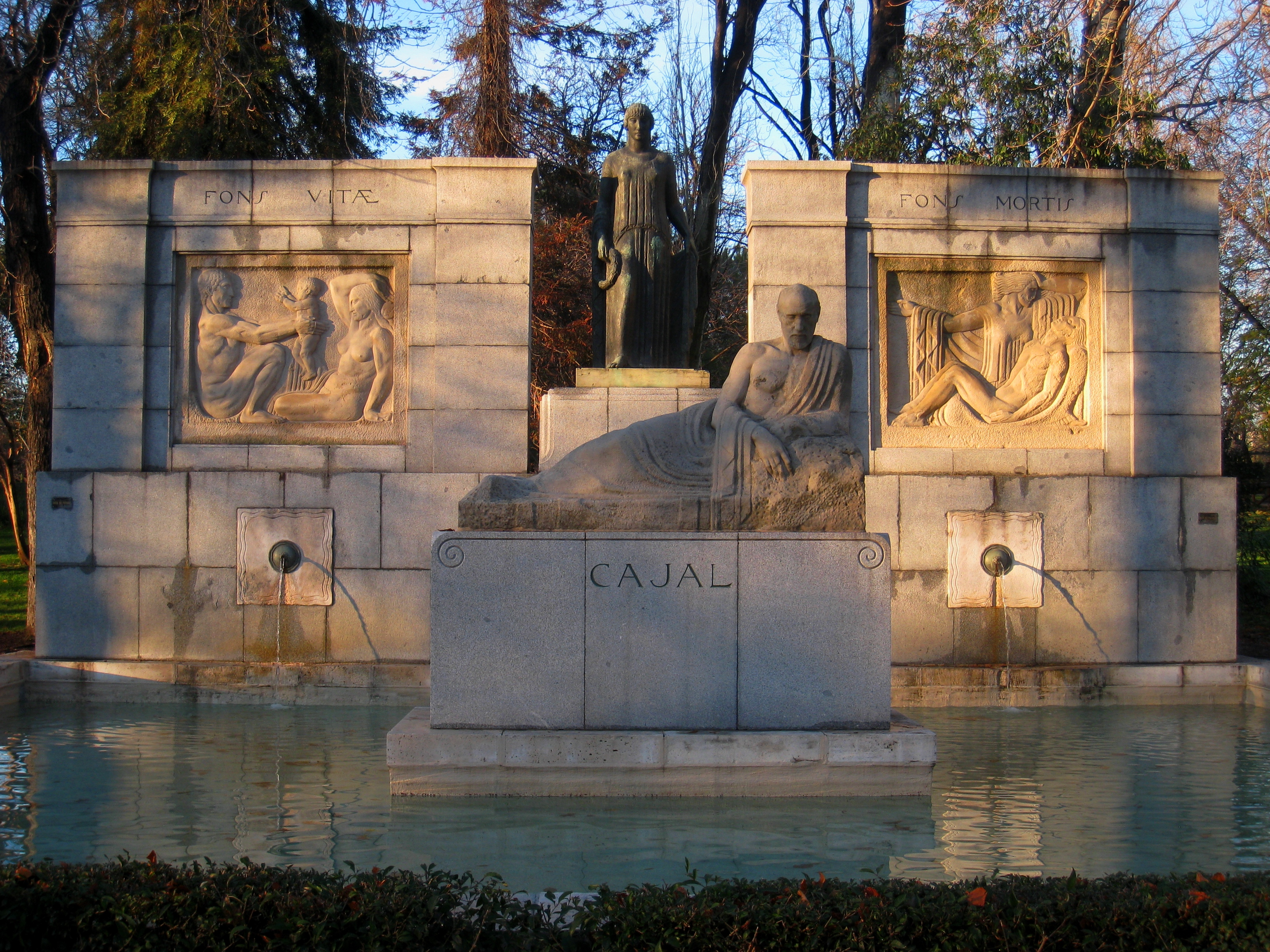
Monumento a Santiago Ramón y Cajal en el Retiro de Madrid, obra del escultor Victorio Macho (1926). De él dijo con ironía él propio científico: «... yo nunca me he desnudado ante ningún hombre».

Don Santiago se jubiló el 11 de octubre de 1922. La Universidad de Zaragoza, en la que cursó la carrera de Medicina, había encargado una escultura del premio Nobel español al escultor valenciano Mariano Benlliure, con la idea de instalarla en la Facultad de Medicina coincidiendo con el inicio del curso académico 1922-1923. Sin embargo, el cincelado de la escultura no estuvo listo para ese día, y el homenaje se celebró ante una copia provisional de escayola.
Benlliure dio por concluida su obra en 1922, pero la solemne inauguración no tuvo lugar hasta el 26 de febrero de 1925. Ese día llegó en tren a Zaragoza el rey Alfonso XIII, que descubrió personalmente la estatua. Se ubica ésta en la escalinata del Paraninfo, donde la figura sedente del sabio, esculpida en mármol blanco, a tamaño natural, revestido con la toga de catedrático y con la noble cabeza descubierta, apoya su mano izquierda sobre un libro.
Al año siguiente, 1926, sería también inaugurado por Alfonso XIII un segundo monumento a Santiago Ramón y Cajal, obra del cincel de Victorio Macho, esta vez al aire libre y en Madrid, en el paseo de Venezuela del parque del Retiro.
En agosto de 1930, el fallecimiento de su esposa por tuberculosis supuso para Ramón y Cajal un importante golpe. A pesar de ello, en sus últimos años continuó trabajando, preparando publicaciones y reediciones, y se consagró a sus alumnos. Varios de ellos (en especial su discípulo predilecto desde 1905, Jorge Francisco Tello, que le había sucedido en su cátedra y en la dirección del Instituto), por expreso deseo del propio Ramón y Cajal lo acompañaron en su muerte, el 17 de octubre de 1934, tras el agravamiento de una dolencia intestinal que debilitó su corazón. Muy poco después se publicaría su autobiografía El mundo visto a los ochenta años, que había terminado y corregido poco antes. Sus restos reposan, junto a los de su esposa, en el cementerio de la Almudena de Madrid.

Sobre la mesilla, junto a la cama, había un calendario abierto por la fecha del día: 17 de octubre 1934. Fe Ramón Fañanás tomo la pluma allí abandonada por su padre y escribió: «Este día, a las once menos cuarto de la noche, murió mi padre».

### Legados
Santiago Ramón y Cajal y su esposa dejaron dispuestos cuatro legados de 25 000 pesetas cada uno, con cuyas rentas se concederían cuatro premios, dos anuales (al mejor alumno de Anatomía de la Facultad de Medicina de la Universidad de Zaragoza y al mejor alumno de Histología y Anatomía Patológica de la Facultad de Medicina de Madrid) y dos bienales (uno a la mejor memoria publicada sobre Anatomía Patológica, Histología o Bacteriología y otro al mejor trabajo publicado sobre Psicología comparada en un grupo cualquiera de animales o de una especie determinada).
Asimismo, Ramón y Cajal legó al Instituto Cajal sus bienes científicos, técnicos, archivos, y otros enseres personales, conocidos en su conjunto como el Legado Cajal. En 2024, el Consejo de Ministros declaró este legado Bien de Interés Cultural (BIC). Dicho legado se encuentra formado por más de 28 000 bienes. Y, entre los mismos, destacan objetos de carácter científico y técnico como materiales de laboratorio y placas histológicas con inscripciones de su puño y letra, además de dibujos —de valor excepcional, porque con ellos mostraba las complejas texturas del sistema nervioso—, publicaciones y un gran archivo fotográfico. A mediados de 2024, el Gobierno también aprobó la creación del Museo Cajal, cuya base será el legado mencionado.

### La honestidad de Ramón y Cajal
Además de sus virtudes como científico y personalidad humana, Ramón y Cajal fue un insólito ejemplo de honestidad y de patriotismo bien entendido. Valgan estos tres ejemplos:
- Nombrado director del Laboratorio de Investigaciones Biológicas, el Gobierno le asignó un sueldo de diez mil pesetas anuales. Ramón y Cajal pidió que se lo rebajaran a seis mil.
- Rechazó el cargo de ministro de Salud e Instrucción Pública, y si aceptó el nombramiento de senador vitalicio que propuso Canalejas, fue porque era gratuito (no tenía asignación económica).
- Siendo presidente de la JAE,[nota 7] envió al extranjero a su hijo Jorge, investigador como él, pagando los gastos de su bolsillo. Preguntado sobre por qué no le había pensionado con una beca, como era habitual, y más siendo su hijo, Ramón y Cajal respondió: «Por eso mismo, por ser mi hijo».[48]

## Reconocimientos póstumos

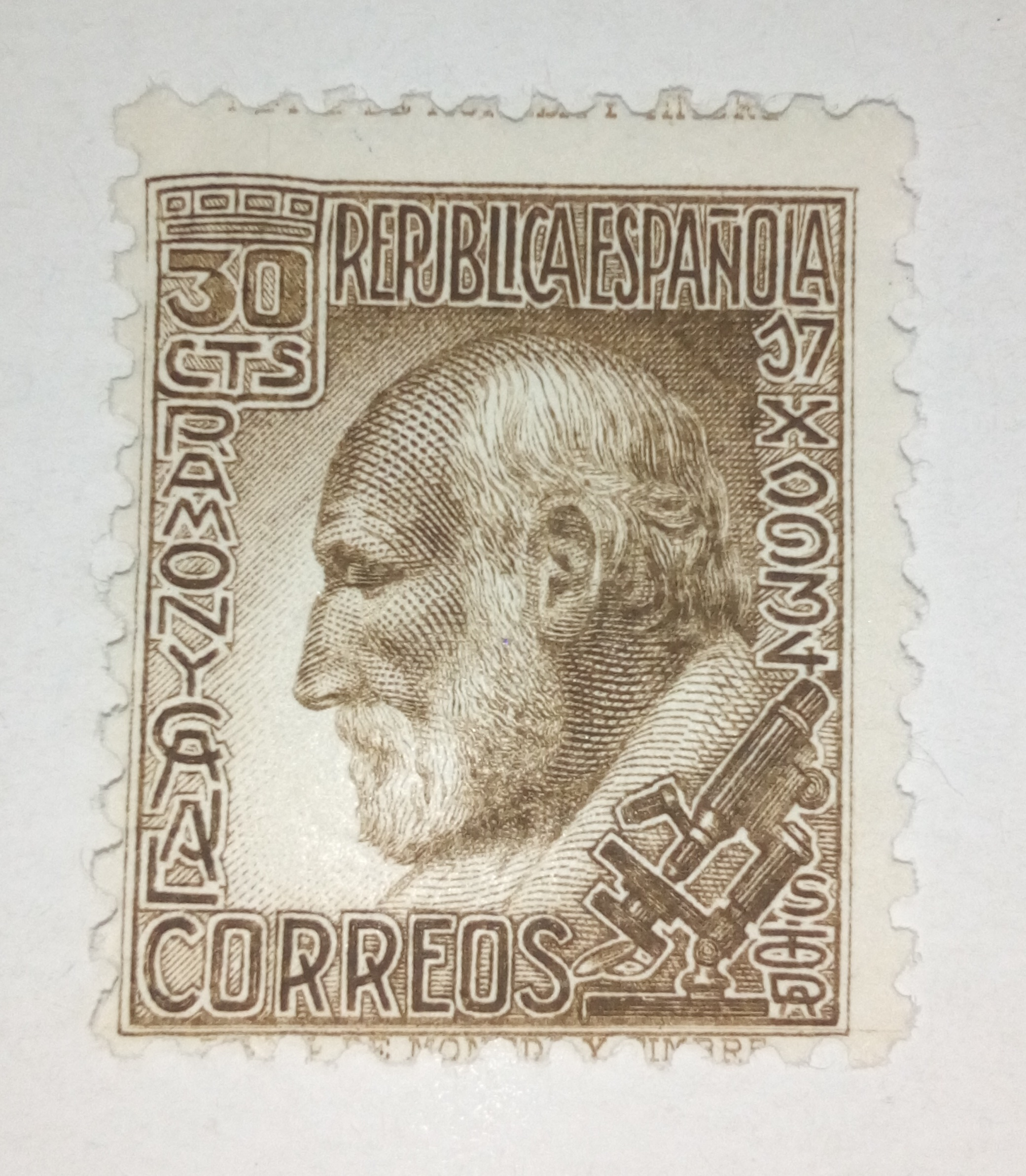
Homenaje a Santiago Ramón y Cajal en un sello de la Segunda República Española, 1934

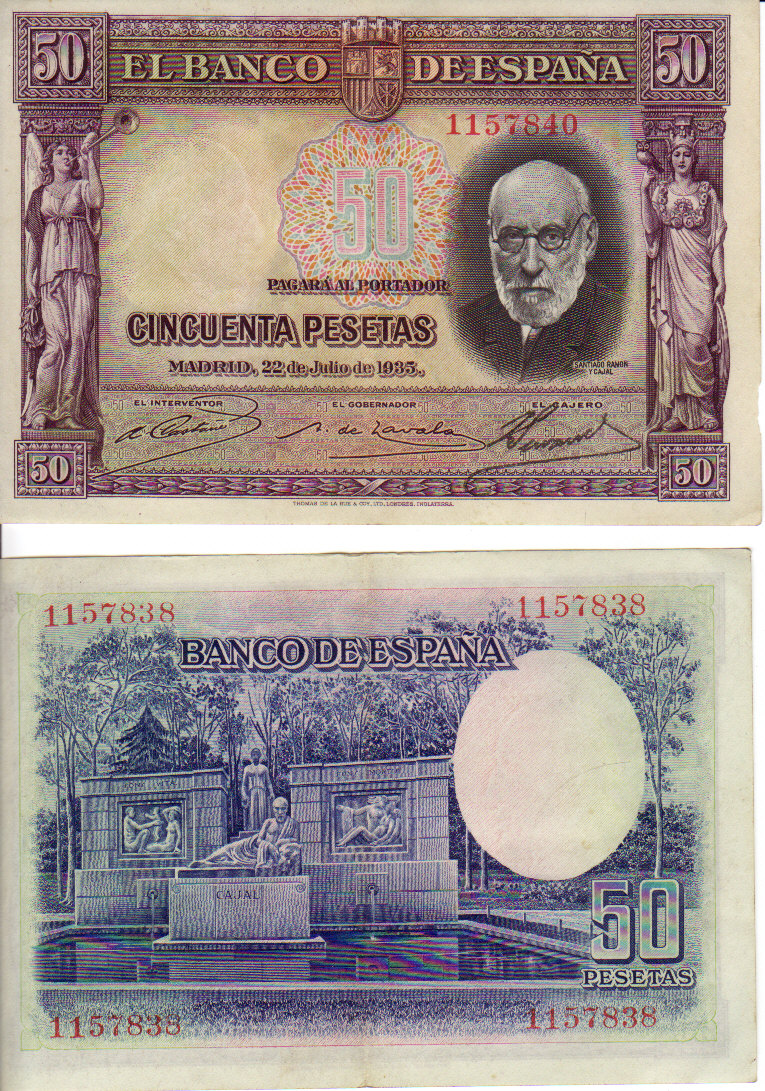
Billete de 50 pesetas, emitido por el Banco de España, el 22 de julio de 1935, durante la Segunda República, en homenaje a Ramón y Cajal.

En 1954, los histólogos de la Universidad de Ciencias Médicas de La Habana, en Cuba, descubrieron una lápida en los laboratorios de histología del ICBP Victoria de Girón, junto con otras actividades con motivo del centenario de Santiago Ramón y Cajal.

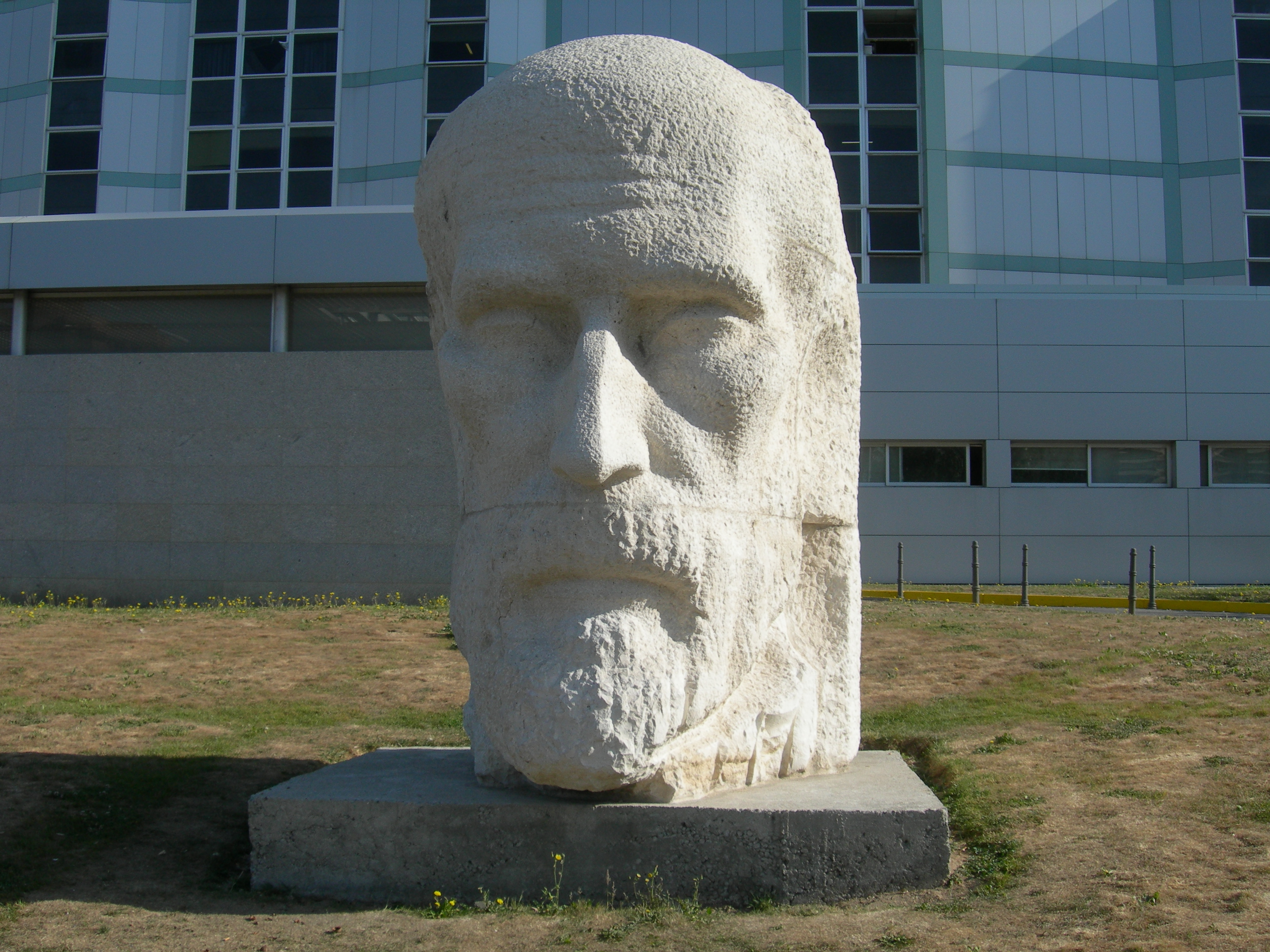
Escultura de Eduardo Carretero (1977), en el perímetro ajardinado del Hospital Universitario Ramón y Cajal de Madrid.

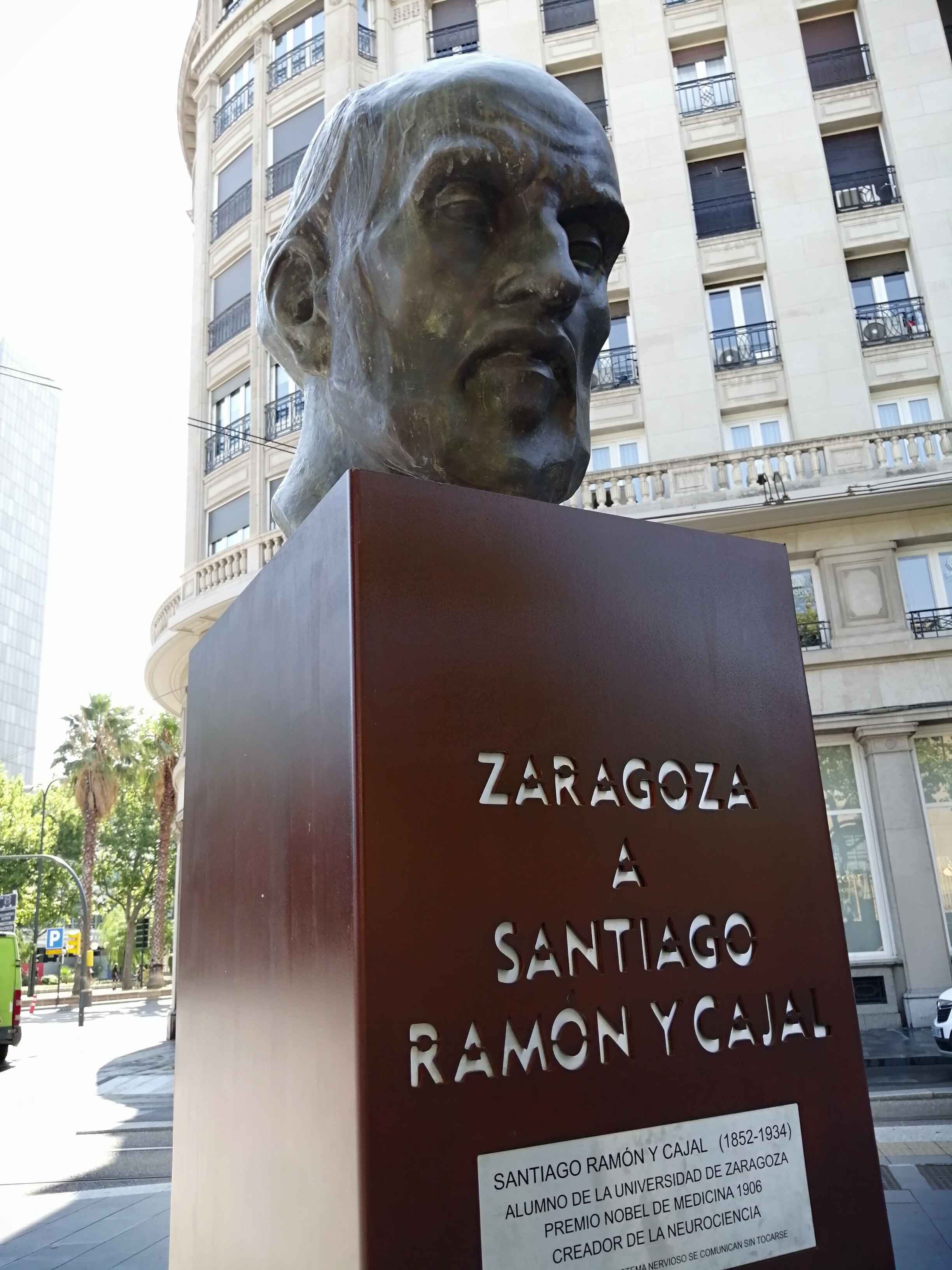
Busto de Santiago Ramón y Cajal junto a la Facultad de Medicina de Zaragoza donde estudió.

El 1 de abril de 1952, con motivo de los homenajes por el primer centenario de su nacimiento, la dictadura de Francisco Franco le concedió, a título póstumo, el título de I marqués de Ramón y Cajal.
En 1973, la Unión Astronómica Internacional designó el cráter lunar Cajal en su memoria. Así mismo, el asteroide (117413) Ramonycajal lleva este nombre en su memoria.
En octubre de 1977, se inauguró el Hospital Universitario Ramón y Cajal en Madrid, en cuyos jardines se instaló una monumental cabeza, obra de Eduardo Carretero.
El 22 de octubre de 1984, en presencia de su hija María de los Ángeles y en los días en que era alcalde de Madrid Enrique Tierno Galván, se descubrió una placa conmemorativa del cincuentenario del fallecimiento de Santiago Ramón y Cajal, en la fachada de la casa situada en el número 64 de la calle de Alfonso XII, donde el científico había residido los últimos veintidós años de su vida en Madrid, desde 1909.
En 2002 la Diputación General de Aragón celebró el 150 aniversario de su nacimiento con distintos actos, conferencias, rutas, una exposición itinerante, etcétera. El suceso quizá más importante del llamado "Año Cajal" fue el Gran Congreso Cajal, celebrado en Zaragoza del 1 al 3 de octubre de 2003, con asistencia de reconocidos científicos, nacionales e internacionales. También en Zaragoza se le puso su nombre al Centro Médico de Especialidades Ramón y Cajal.
En 2009, en el 75.º aniversario de su fallecimiento, Radio Nacional de España reunió varios minutos de grabaciones sonoras de Santiago Ramón y Cajal; en una de las cuales habla de las neuronas y de su incapacidad para multiplicarse.
El 10 de diciembre del 2011 se creó, en la Universidad de Ciencias Médicas de La Habana, la Cátedra Honorífica y Multidisciplinaria Santiago Ramón y Cajal.
En 2019 el Colegio de Médicos de Madrid anuncia que dedicará 1500 metros cuadrados a la creación de un Museo Cátedra Ramón y Cajal. Sin embargo no confirma si contará con su archivo.
Anualmente, el programa "Ramón y Cajal" del Ministerio de Ciencia de España oferta unos 200 contratos para la incorporación de doctores al sistema universitario español tras un riguroso concurso de méritos.

### Correspondencia de Santiago Ramón y Cajal
El 6 de diciembre del 2014, el diario español El País publicó la noticia de que, al realizar las investigaciones necesarias para la edición del epistolario del científico español, el autor de ese trabajo, Juan Antonio Fernández Santarén, descubrió que un total de aproximadamente doce mil documentos estaban extraviados (vendidos, la mayoría) después de que hubieran sido extraídos subrepticiamente del Instituto Cajal del CSIC.

## Como maestro
Sus libros autobiográficos y las biografías de los que le conocieron coinciden en que solo hubo quizá una labor pareja a su voluntad de investigador, la de maestro. Sus alumnos, que con su cariño y guía se convirtieron en nuevos sabios y sucesores de su obra, fueron la segunda familia de Ramón y Cajal. Fue la suya una filosofía mixta de pedagogía, patriotismo y tesón:

España no alcanzará su pleno florecimiento cultural y político mientras los docentes de todos los grados no acierten a fabricar, en cantidad suficiente, el español que nos hace mucha falta, es decir, un tipo humano tan impersonal por abnegado, tan firme y entero de carácter, tan tolerante y abierto a todas las ideas, tan esforzado y constante en su empeño, tan agudamente sensible a nuestros infortunios que, reaccionando pujantemente contra las causas de nuestro atraso y de nuestros errores, consagre, lo mejor de sus energías y de sus luces a la prosperidad del país, al servicio del Estado y al enaltecimiento de la Nación.

## Como escritor
- Reglas y consejos sobre investigación científica, publicada en 1897 y una de las más difundidas del científico. Subtitulada Los tónicos de la voluntad, fue traducida al alemán (1933), al japonés (1958), al húngaro, portugués e inglés (1951) y al rumano (1967). En ella pueden leerse desde consejos para la elección de esposa adecuada a un joven investigador hasta sentencias como esta: "Para la obra científica los medios son casi nada y el hombre es casi todo".
- Recuerdos de mi vida, autobiografía literaria, que se publicó en capítulos sueltos en la Revista de Aragón, entre 1901-1904, y le sirvió de base para las posteriores ediciones de su colección de textos autobiográficos.[62]
- Cuentos de vacaciones, subtitulados Narraciones pseudocientíficas y publicados por primera vez en 1905. El libro está compuesto por cinco cuentos titulados: "A secreto agravio, secreta venganza", "El fabricante de honradez", "La casa maldita", "El pesimista corregido" y "El hombre natural y el hombre artificial".
- Psicología de Don Quijote y el quijotismo, breve ensayo literario que escribió como discurso en la Facultad de Medicina de San Carlos el 9 de marzo de 1905.
- Charlas de café (pensamientos, anécdotas y confidencias), publicado en 1920 como Chácharas de café, un libro de máximas y aforismos, muy popular como demuestran las diez ediciones que ya había alcanzado en 1978.[63]
- El mundo visto a los ochenta años (subtitulado Impresiones de un arterioesclerótico), la última obra literaria de Ramón y Cajal, conclusa en 1934, poco antes de su muerte. Está distribuida en tres partes: "Delirio de la velocidad", "Degeneración del arte" y "Consuelos de la senectud".

## Como fotógrafo

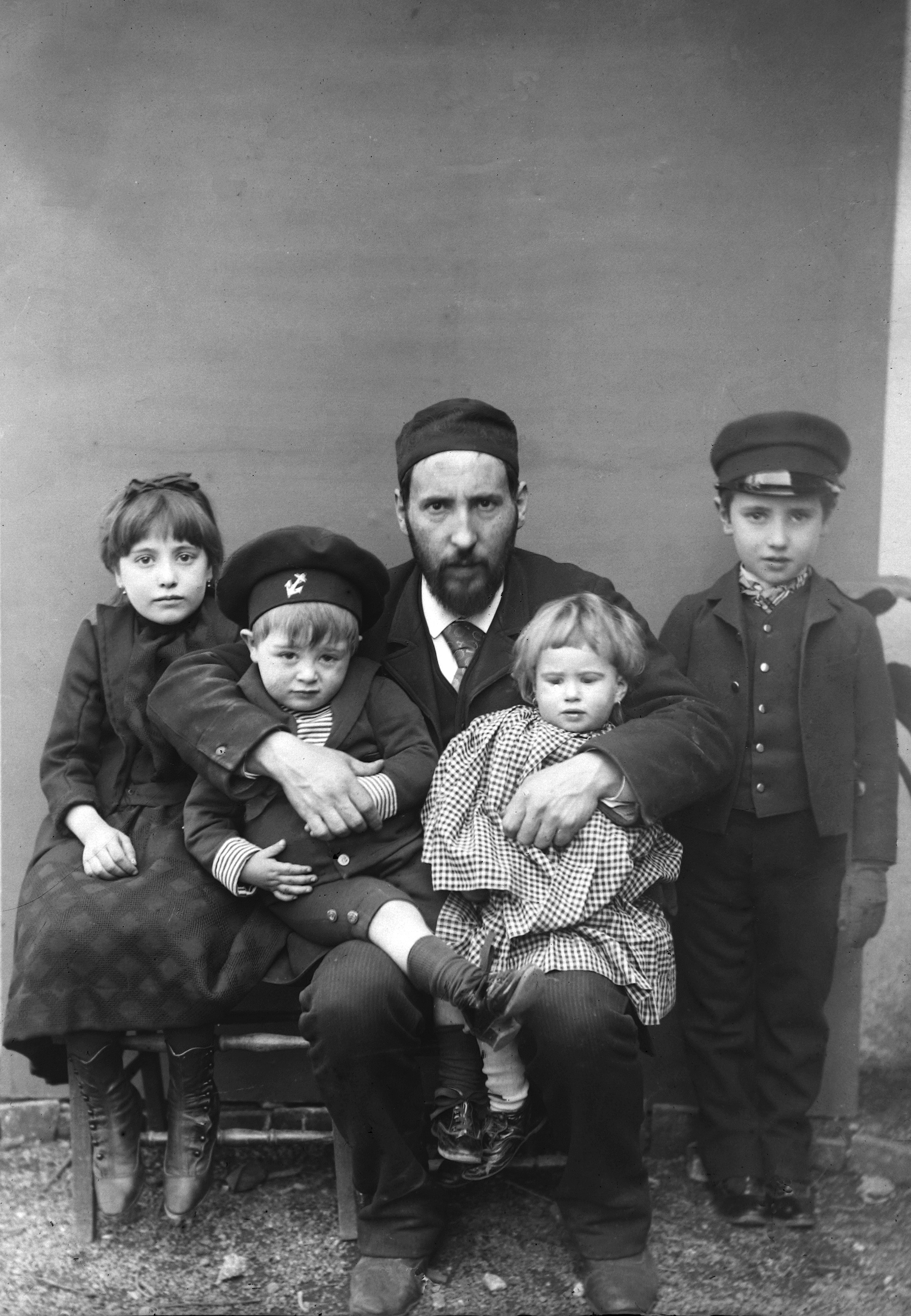
El investigador con sus hijos: Fe, Santiago, Jorge y Paula, en Barcelona (1889).

La primera noticia que existe sobre Santiago Ramón y Cajal en relación con el fundamento óptico de la fotografía se produce cuando siendo un niño, es castigado a quedarse encerrado en clase en su escuela de Ayerbe. En el aula en penumbra, descubrió que la luz que entra por una grieta de la contraventana proyecta sobre el techo, boca abajo y con sus colores naturales, la imagen de las personas que pasan por el exterior (siguiendo el efecto de la cámara oscura); dicha observación no pasó desapercibida, siendo descrita luego en sus memorias Recuerdos de mi vida. Mi infancia y juventud.
Ramón y Cajal tenía dieciocho años la primera vez que fue testigo del milagro del bromuro argéntico; ocurrió en Huesca, viendo a unos fotógrafos ambulantes retratando las bóvedas de la iglesia de Santa Teresa. Su afición y sus investigaciones sobre técnicas fotográficas innovadoras le llevaron a fabricar en 1878 unas placas que solo necesitaban tres segundos y mejoraban la sensibilidad de las instantáneas. Su reportaje de ensayo en una corrida de toros fue todo un éxito en los medios profesionales de Zaragoza; pero no surgió ningún socio que capitalizase el invento y su industria, y cuando se decidió a desarrollarlo él mismo, le llegó noticia de que Edison acababa de patentar un aparato basado en los mismos principios.
Otro invento de Ramón y Cajal, a partir de las técnicas de emulsión fotográfica, fue la mejora del gramófono (o fonógrafo) de Thomas Alva Edison, que a pesar de las mejoras de italiano Gianni Bettini, no reproducía bien la voz. El inquieto investigador español ideó la grabación de las ondas sonoras en un sentido plano, trazando sobre un disco de cristal o metálico, cubierto de cera, una raya concéntrica que mejoraba el timbre de la voz y la amplificaba. Pero no pudo encontrar un mecánico de precisión que entendiese su idea y construyera el disco de metal, por lo que el científico abandonó el proyecto.
Ramón y Cajal fue nombrado presidente de honor de la Real Sociedad Fotográfica de Madrid, y en 1912 publicó el libro Fotografía de los colores, bases científicas y reglas prácticas, advirtiendo sobre el futuro de la fotografía cromática (en color). Se conservan cientos de fotografías estereoscópicas impresionadas en placas de vidrio.

## Discípulos
Aunque la Guerra Civil dispersó a la mayoría de sus colaboradores, muchos de ellos sometidos a depuración ideológica y destituidos como Jorge Francisco Tello (1880-1958) cuando se repartieron cátedras más por méritos políticos que científicos, algunos consiguieron proseguir su trabajo fuera o a duras penas en el interior. Nicolás Achúcarro (1880-1918) desarrolló un importante método de tinción de neuronas e hizo contribuciones al estudio de diversas patologías nerviosas. Pío del Río Hortega (1882-1945) descubrió la microglía, las células del tejido nervioso que cumplen varias funciones auxiliares en el sistema nervioso central. Fernando de Castro Rodríguez (1896-1967) realizó unos trabajos que, aunque tardíamente reconocidos, sentaron la base de numerosos estudios sobre los mecanismos últimos de los quimiorreceptores que él mismo había descubierto y Rafael Lorente de No (1902-1990) fue uno de los más importantes neurofisiólogos del mundo.

## En la cultura popular
- Serie de televisión española Ramón y Cajal: Historia de una voluntad, de 1982, dirigida por José María Forqué.[66]